# 有害指定同級生
『有害指定同級生』（ゆうがいしていどうきゅうせい）は、くろはによる漫画作品。『ジャンプスクエア』（集英社）にて、2017年8月号から2019年10月号まで連載された。真面目なクラス委員と、隣の席の破廉恥なクラスメイトが繰り広げるギャグ作品である。なお、各回のサブタイトルは「都城さんは○○」の形式で統一されている。

## あらすじ
規律正しいクラス委員の八橋みやこは、隣の席の都城玲華から新年度早々「パンツを履き忘れた」と宣言されスカートを覗き込まれる。新年度を期に売春に挑戦しようとしたり、学校に性具を持ち込んだりと、その後も破廉恥な言動を繰り返す彼女に対し、みやこはクラス委員の名に懸けて更生させることを誓った。

## 登場人物
八橋 みやこ（やつはし みやこ）
本作主人公である、クラス委員を務める真面目な女子生徒。高校2年生。
髪型はほぼ全編通して三つ編み（第26話、第34話、第48話を除く）。やや垂れ目気味の丸く大きな目（たぬき顔）。
実家は2階建ての一軒家で、中学2年になる弟がいる。真面目で誰からも好かれる人当たりのいい性格。座右の銘は「品行方正」。隣の席の玲華による破廉恥な言動に悩まされながらも、彼女を更生させようと努力している。だが最終的に、玲華の非常識な要求を断りきれず受け入れてしまうことが多い。ただし意志薄弱で流されやすいわけではなく、同性の美人に弱い（本人に自覚あり）のと、説得の際に玲華が展開する屁理屈が巧みなせいによる部分が大きい。サイズやカップは不明だが胸が大きく、巨乳と呼べる部類。
玲華の話す下品な話題もおおむね理解し、的確なツッコミを入れていることから、性に疎いわけではなくごく平均的な知識はある。ただし真面目が行き過ぎて同世代の若者感覚は若干欠如しており（カラオケで校歌や君が代を選曲しようとするなど）、そうした局面では普段とは逆に玲華からツッコミを受ける側に回ってしまう。基本的に明るく温和だが、玲華の非常識な言動に対しては容赦なく毒舌になったり暴力を行使したりもする。ツッコミの際には瞳からハイライトが消え、古代エジプトの壁画に描かれる人物画のような虚無的なタッチの顔に変化するのが定番となっている。嗜好面ではUFA（ゆ〜ふぁ〜）というあざらしのマスコットキャラを愛好し、グッズも所有している。
玲華への呼称は第1話から第49話までが「都城さん」で、第50話と第51話は「玲華」。
都城 玲華（みやこのじょう れいか）
本作もう一人の主人公である、みやこの隣の席になったクラスメイト。高校2年生。
髪型はストレートのロングヘアが基本で、時折りポニーテールやツインテールに変える。第10話ではみやこと同じ三つ編みにした。切れ長のぱっちりとした吊り目（きつね顔）。
住居はマンションの9階の部屋で、一人っ子。父親が単身赴任で長期間不在のため、母親との二人暮らし。外見こそモデル事務所からスカウトされたことがあるほどの美少女だが、性的好奇心と性欲が異常に旺盛で、ことあるごとに問題行動や発言でみやこを翻弄している。無自覚なバイセクシャルで、男性への性的興味も強いが、みやこへの性的な接触や妄想などでも興奮する。スレンダーな体型で、身長はみやこより高い（166センチ）。性的興奮を得るために下着（パンツ）を穿いていない日が多い。体育の時間では一人だけブルマーを着用し、泳げないがプールや水遊びは好き。ピンクローターや電マのヘビーユーザーで、学校に持ち込んだりもする。
その非常識な言動から、他のクラスメイトからは「あの人」と呼ばれて避けられている。そのため学校では孤立しており、みやこが初めて出来た友達になる。みやこに対する親愛の感情は前述の理由から性的な意味で暴走気味になり、唇にキスをしたり胸を揉んだこともある。また逆に自分の胸を揉ませたり膣に指を挿入させたこともある。性格や話し方は年齢の割に大人びており、屁理屈が得意。一方で、母親が友達（みやこ）に自分のことを話すのを恥ずかしがったり（第18話、第27話）、雷を異常に怖がったり（第36話）など、子供っぽい一面もある。
みやこへの呼称は第1話から第6話までが「八橋さん」で、第7話以降は「みやこ」。

## 書誌情報
- くろは 『有害指定同級生』 集英社〈ジャンプ・コミックス〉、全3巻
  1. 2018年4月9日発行（4月4日発売[集 1]）、ISBN 978-4-08-881387-5
  2. 2019年2月9日発行（2月4日発売[集 2]）、ISBN 978-4-08-881731-6
  3. 2019年10月9日発行（10月4日発売[集 3]）、ISBN 978-4-08-882131-3